# سبيل الله

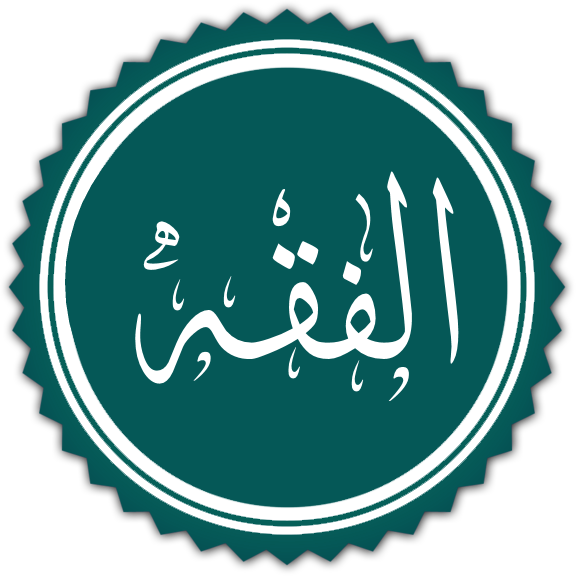

السبيل في اللغة: الطريق وما وضح منه، وسبيل الله طريق الهدى الذي دعا إليه، والإنفاق في سبيل الله، بذل النفقة في وجوه الخير، وفي قول الله تعالى: ﴿وفي  سبيل الله وابن السبيل﴾ يقصد به أحد مصارف الزكاة الثمانية وهو ﴿وفي سبيل الله﴾ أي: للغزاة، أو ما يشمل وجوه الخير.

## الإنفاق في سبيل الله
الإنفاق في سبيل الله هو: بذل الخير ابتغاء مرضاة الله، وهو من أسباب مضاعفة الأجر، قال الله تعالى:﴿مَثَلُ الَّذِينَ يُنْفِقُونَ أَمْوَالَهُمْ فِي سَبِيلِ اللَّهِ كَمَثَلِ حَبَّةٍ أَنْبَتَتْ سَبْعَ سَنَابِلَ فِي كُلِّ سُنْبُلَةٍ مِائَةُ حَبَّةٍ وَاللَّهُ يُضَاعِفُ لِمَنْ يَشَاءُ وَاللَّهُ وَاسِعٌ عَلِيمٌ ۝٢٦١﴾ [البقرة:261]
وفسر قول الله تعالى: ﴿وأنفقوا في سبيل الله﴾ بمعنى: الإنفاق في وجوه الخير، قال ابن منظور «في الجهاد وكل ما أمر الله به من الخير فهو من سبيل الله أي من الطرق إلى الله واستعمل السبيل في الجهاد أكثر؛ لأنه السبيل الذي يقاتل فيه على عقد الدين، وقوله: ﴿في سبيل الله﴾ أريد به الذي يريد الغزو ولا يجد ما يبلغه مغزاه، فيعطى من سهمه، وكل سبيل أريد به الله عز وجل، وهو بر فهو داخل في سبيل الله».

 ويطلق أيضا بمعنى: التصدق بعمل تحبيس المال (الوقف) على جهة خير، قال ابن منظور: «وإذا حبس الرجل عقدة له وسبل ثمرها أو غلتها فإنه يسلك بما سبل سبيل الخير يعطى منه ابن السبيل والفقير والمجاهد وغيرهم.
وسبل ضيعته: جعلها في سبيل الله، وفي حديث وقف عمر: احبس أصلها وسبل ثمرتها أي: اجعلها وقفا وأبح ثمرتها لمن وقفتها عليه، وسبلت الشيء إذا أبحته كأنك جعلت إليه طريقا مطروقة».
قال ابن الأثير: «وقد تكرر في الحديث ذكر سبيل الله، وابن السبيل، والسبيل في الأصل الطريق، والتأنيث فيها أغلب. قال: وسبيل الله عام يقع على كل عمل خالص سلك به طريق التقرب إلى الله تعالى بأداء الفرائض والنوافل وأنواع التطوعات، وإذا أطلق فهو في الغالب واقع على الجهاد حتى صار لكثرة الاستعمال كأنه مقصور عليه».